# Vagrantini
Vagrantini là một tông bướm trong phân họ Heliconiinae được tìm thấy ở miền nam Bắc Mỹ đến miền bắc Nam Mỹ.

## Chi
Phân họ này gồm các chi:
- Algia Herrich-Schäffer, 1864
- Algiachroa Parsons, 1989
- Cirrochroa Doubleday, 1847 – Yeomen
- Cupha Billberg, 1820
- Lachnoptera Doubleday, 1847
- Phalanta Horsfield, 1829 – Leopards
- Smerina Hewitson, 1874
- Terinos Boisduval, 1836
- Vagrans Hemming, 1934
- Vindula Hemming, 1934